# Colonides quadriglumis
Colonides quadriglumis är en skalbaggsart som först beskrevs av August Reichensperger 1923.  Colonides quadriglumis ingår i släktet Colonides och familjen stumpbaggar. Inga underarter finns listade i Catalogue of Life.